# Stratemeyer Syndicate
Stratemeyer Syndicate var et amerikansk bogfirma, der udgav en lang række mysteriebøger for børn med børn i hovedrollerne som detektiver, der opklarede de relativt ublodige sager. Bøgerne udkom i serier med de samme hovedpersoner og blev skrevet under pseudonymer. Ophavsmand til firmaet var Edward Stratemeyer, der selv skrev en række af bøgerne, men senere blev suppleret af andre forfattere. Firmaet eksisterede fra 1899, hvor den første bog udkom, til det i 1987 blev opkøbt af Simon and Schuster.
Blandt forlagets serier var:
- Nancy Drew
- Hardy Boys
- Tom Swift (flere serier)
- Rover Boys
- Bobbsey-tvillingerne